# HEY HEY (川村カオリの曲)
「HEY HEY」（ヘイヘイ）は1995年8月25日にファンハウスから発売された川村かおりの13枚目のシングル。

## 内容
- 2ヶ月ぶりのシングルはアルバム『BEATA』の先行シングル。

## 収録曲
編曲：白井良明
1. HEY HEY
  - 作詞：川村かおり　作曲：NOBODY
2. 道
  - 作詞・作曲：大平太一
3. HEY HEY （Instrumental）